# Paul Nagle
Paul Nagle (Altoona (Pennsylvania), 1947) is een Amerikaans componist, muziekpedagoog, dirigent, trompettist en arrangeur.

## Levensloop
Nagle begon op negenjarige leeftijd de trompet te bespelen. Tijdens de High School vervaardigde hij de eerste arrangementen. Later kreeg hij lessen bij de bandleader Ed McGuire en de jazztrompettist en arrangeur Jon Eardley. Hij studeerde aan de Pennsylvania State University en behaalde aldaar zowel zijn Bachelor of Arts alsook zijn Master of Arts in muziek. Aan deze universiteit speelde hij 1e trompet in de Pennsylvania State University Marching Blue Band alsook in de Pennsylvania State University Big Band. Zijn studies voltooide hij aan de Eastman School of Music in Rochester en behaalde in 1964 de "Music Journal award" van het Eastman Arrangers’ Lab-Institute. Tot zijn docenten behoorden Ray Wright, Manny Albam en Fred Karlin. Later studeerde hij nog privé trompet bij Ray Crisara en Carmine Caruso in New York.
Hij was lange tijd muziekleraar aan openbare scholen in Pennsylvania en New Jersey, vooral in South Plainfield. Verder doceerde hij aan het Brookdale Community College in New Jersey en aan het Bucks County Community College in Pennsylvania. Nagle was ook een veelgevraagd jurylid bij wedstrijden van schoolharmonieorkesten. Als dirigent was hij verbonden aan een schoolharmonieorkest in Princeton.
De trompettist Nagle was lid van het "Radio City Music Hall Orchestra" onder leiding van Paul Lavalle alsook in verschillende Atlantic City show orkesten, de "Tex Beneke Band" en het "Harry James Orchestra" onder leiding van Art Depew. Verder is hij arrangeur en trompettist bij de Garden State Symphonic Band.
Als componist en arrangeur publiceerde hij rond 150 werken. Nagle is lid van de American Society of Composers, Authors and Publishers (ASCAP).

## Composities

### Werken voor harmonieorkest
- Overture For A Sunday Afternoon
- Trio con brio, voor drie trompetten en harmonieorkest

### Kamermuziek
- 2008 Greensleeves Fantasy, voor koperkwintet
- Alexander's Ragtime Band, voor saxofoonkwartet en contrabas
- Back home again in Indiana, voor kopersextet
- Bill Bailey, voor vier trompetten
- Christmas Carol Festival, voor koperkwintet[1]
- Contrapunctus In Blue (Minor Blues), voor koperkwintet
- Dixieland Revival Meeting, voor koperkwintet
- George M. Cohan Medley, voor koperkwintet
- Pennsylvania Polka, voor koperkwintet
- Reunion Rag, voor koperkwintet
- Sometimes a Samba, voor koperkwintet
- St. Louis Blues Fantasy, voor koperkwintet
- The Roaring Twenties, voor koperkwintet[2]
- Three Shades of Blues, voor saxofoonkwartet
- Tuxedo Junction, voor koperkwintet
- Vaudeville Spectacular, voor koperkwintet

### Pedagogische werken
- Rhythmic Studies, voor twee trompetten
- Speed Studies, voor trompet
- Trumpet Skills, voor trompet
- Melodic Improvising, voor trompet

## Media
1. ↑  Christmas Carol Festival door het Sofia Brass Quintet
2. ↑  The Roaring Twenties door het Sofia Brass Quintet

- Gemeinsame Normdatei: 135122031
- International Standard Name Identifier: 0000 0000 4102 4827
- Library of Congress Control Number: no2003067575
- MusicBrainz: 97ad2e49-14b6-4fd4-bd45-1834f1b72426
- Nationale Bibliotheek van Israël: 987007286070105171
- Virtual International Authority File: 79977118
- WorldCat: E39PBJmtvGf9hp3yMq9y4mxRrq